# 2009年广西来宾假狂犬疫苗事件
2009年广西来宾假狂犬疫苗事件，是指2009年在中国广西壮族自治区来宾市发现的一起因假狂犬疫苗而导致狂犬病发作死亡的事件。

## 起因
2009年12月底，一名5岁男童被狗咬伤，于是他去乡卫生院接种了狂犬疫苗。然后21天后，他狂犬病发作死亡。化验报告显示这名男童用狂犬疫苗是假药。

## 调查
来宾市调查表示，当地有相当一部分卫生院和私人诊所使用了这一批次的假狂犬疫苗，已接种假狂犬疫苗的人数达1656人。这一批次的假疫苗源自信尔药业公司，但是这批疫苗并没有走正规流程，也没有发票，而是信尔药业公司私自送上门推销的。由于正龙乡卫生院与信尔药业公司一直有业务往来，导致出现私自买卖狂犬疫苗。由于2009年，来宾市紧缺狂犬疫苗，韦某就通过非法渠道得到了一批假狂犬疫苗，并卖给正龙乡卫生院。据调查，这些药并没有毒，但是也没有药效，所以真正的狂犬病潜伏期患者注射此疫苗后很可能就会因疫苗无效而导致狂犬病发作死亡。
此一批次的假狂犬疫苗使用白开水和一些药水冲兑而来。相关利益人员以几元一支的价格，卖到广西。经过多层销售，这一批次假疫苗从几元加价到十几元，到最终零售人员韦某手中的时候，已是近100元。韦某将这一批次疫苗卖到乡镇卫生院和私人诊所。相当一部分人在此非法渠道中获利。